# Le Temps des amours
 (mai 2025).
Si vous disposez d'ouvrages ou d'articles de référence ou si vous connaissez des sites web de qualité traitant du thème abordé ici, merci de compléter l'article en donnant les références utiles à sa vérifiabilité et en les liant à la section « Notes et références ».
Le Temps des amours est un roman autobiographique inachevé de Marcel Pagnol, publié en 1977 à titre posthume. C'est le quatrième et dernier tome de la série des Souvenirs d'enfance.

## Œuvre
Le Temps des amours se compose de dix chapitres, retrouvés dans les dossiers de l'auteur après sa mort, et réunis en l'état par l'éditeur Bernard de Fallois. Un bon nombre de ces textes avaient toutefois acquis leur forme définitive, Marcel Pagnol ayant autorisé leur publication dans quelques magazines.
La plus grande part relate des épisodes de sa vie de demi-pensionnaire au lycée Thiers de Marseille où il est entré en 1905, panachés d'aventures de vacances dans ses chères collines, et où les amours, platoniques, n'apparaissent finalement que dans un seul chapitre, consacré à Lagneau. En fait, Pagnol pensait refondre une partie des Souvenirs déjà publiés pour faire commencer celui-ci par l'aventure d'Isabelle, puis il abandonna soudain son projet de quatrième tome.
- La Société secrète : présentation des principaux acteurs de sa nouvelle vie en classe de sixième, qui supplante sa vie familiale. Pagnol y décrit à merveille le besoin inné de l'adolescent de se créer une société cachée, sorte de cocon où l'insecte peut achever sa première métamorphose.
- L'affaire des pendus : En classe de cinquième, Marcel découvre dans la foulée l'ablatif absolu, la punition scolaire et l'amitié de Lagneau.
- La tragédie de Lagneau : Dans ce long chapitre, c'est Marcel qui met son génie de l'intrigue au service de son ami. Thème sous-jacent : La crainte de l'autorité paternelle (du père mais aussi celles des professeurs) est aussi nécessaire que leur bienveillance. « Pour que les gens méritent notre confiance, il faut d'abord la leur donner. »
- La partie de boules de Joseph : Les vacances aux Bellons avec un émouvant revenez-y du fameux coup du roi de La Gloire de mon père.
- Zizi : En classe de quatrième, au-delà des gags scolaires, il apprend que même une tricherie basée sur la copie des auteurs développe le goût du travail et l'ingéniosité.
- Je suis poète : Tout en s'excusant de la vanité de s'être cru poète à 13 ans, Marcel nous confirme sa fascination de la magie des mots et des sons, le génie de leur choix judicieux et un talent inégalé pour leur explication à la fois imaginative et redoutablement pertinente.
- Rencontre d'Yves : c'est la rencontre du personnage qui va réunir les deux mondes chers à Pagnol, l'école érudite et les collines sauvages, amitié tardive qui condense celle d'un Lili et d'un Lagneau. Ce chapitre est aussi le maillon de transition avec le suivant.
- Monsieur Sylvain : c'est la rencontre hallucinante des deux adolescents avec le capitaine Sylvain Bérard au cœur des collines. Bien que s'avouant lui-même fou, Monsieur Sylvain leur apparaît comme un « savant original » doublé d'un Mond des Parpaillouns. Homme attachant dont la folie raisonnante et démontrante, à la limite du délire scientifique, exprimait à merveille la frustration intolérable que ressentent certains élèves littéraires vis-à-vis des sciences qu'ils ont dû sacrifier.
- Les Pestiférés  : Ce bel épisode de la peste à Marseille en 1720, que Pagnol place dans la bouche de Monsieur Sylvain, était à l'origine beaucoup plus court. Son style détonne des autres écrits de Pagnol, y compris de celui de son essai historique sur le Masque de Fer, au point que Marcel s'amusait à le raconter à ses amis, en l'allongeant à chaque fois, sans leur dire qu'il en était l'auteur. Inachevé, il laisse le lecteur sur sa faim, après l'avoir toutefois comblé d'un superbe récit (Pagnol racontera dans un autre de ses récits la fin tragique des « pestiférés », qui furent massacrés par les habitants du village voisin qui craignaient la contagion).
- Les amours de Lagneau : Ce dernier chapitre se déroule à quelques mois du « Bachot ». Pagnol, jeune homme de 16 ans, met ses dons de poète (comme Cyrano de Bergerac qu'il cite dans le téléfilm de Thierry Chabert) au service de Lagneau en écrivant deux lettres pour séduire une jeune demoiselle (Lucienne dans le roman, Marguerite dans le téléfilm). Dans ce récit particulièrement drôle et touchant, Pagnol voit son ami, plus paresseux et plus insouciant que jamais, changer en amoureux transi. Le dénouement offre un contraste singulier entre la correspondance des tourtereaux, longue et enflammée, et leur première rencontre effective.

## Adaptation à l'écran
- 2006 : Le Temps des amours, (téléfilm) de Thierry Chabert, librement adapté par Jacques Nahum[1]. Ce téléfilm de 90 minutes couvrant le tome IV des Souvenirs d'enfance, fait suite à la première partie du diptyque Le Temps des secrets du même réalisateur.